# Vladimír Palma
Vladimír Palma (8. ledna 1927 Rožďalovice – 8. července 1952 Věznice Pankrác) byl český dělník a agent chodec odsouzený komunistickým režimem k trestu smrti a popravený v roce 1952.

## Životopis
Narodil se v roce 1927 v Rožďalovicích.
Poté, co nastoupil jako vojín základní vojenskou službu u oddílů Pohraniční stráže, z ní zběhl a následně emigroval na západ. Přebýval mj. v uprchlickém táboře v Norimberku. Poté se do země vrátil, když se zapojil se do protikomunistického odboje, přičemž začal působit jako agent chodec. Působil přitom v oblasti Šumavy. V květnu 1951 byl však po svém zřejmě šestém přechodu státní hranice z Československa dopaden u Černé hory, když chtěl překročit hranici zpět do Západního Německa spolu s dalším agentem chodcem Josefem Ludvíkem a několika jimi převáděnými osobami. Oba kurýři se přitom vzdali bez použití svých zbraní, aby nedošlo ke zranění jimi převáděných osob.

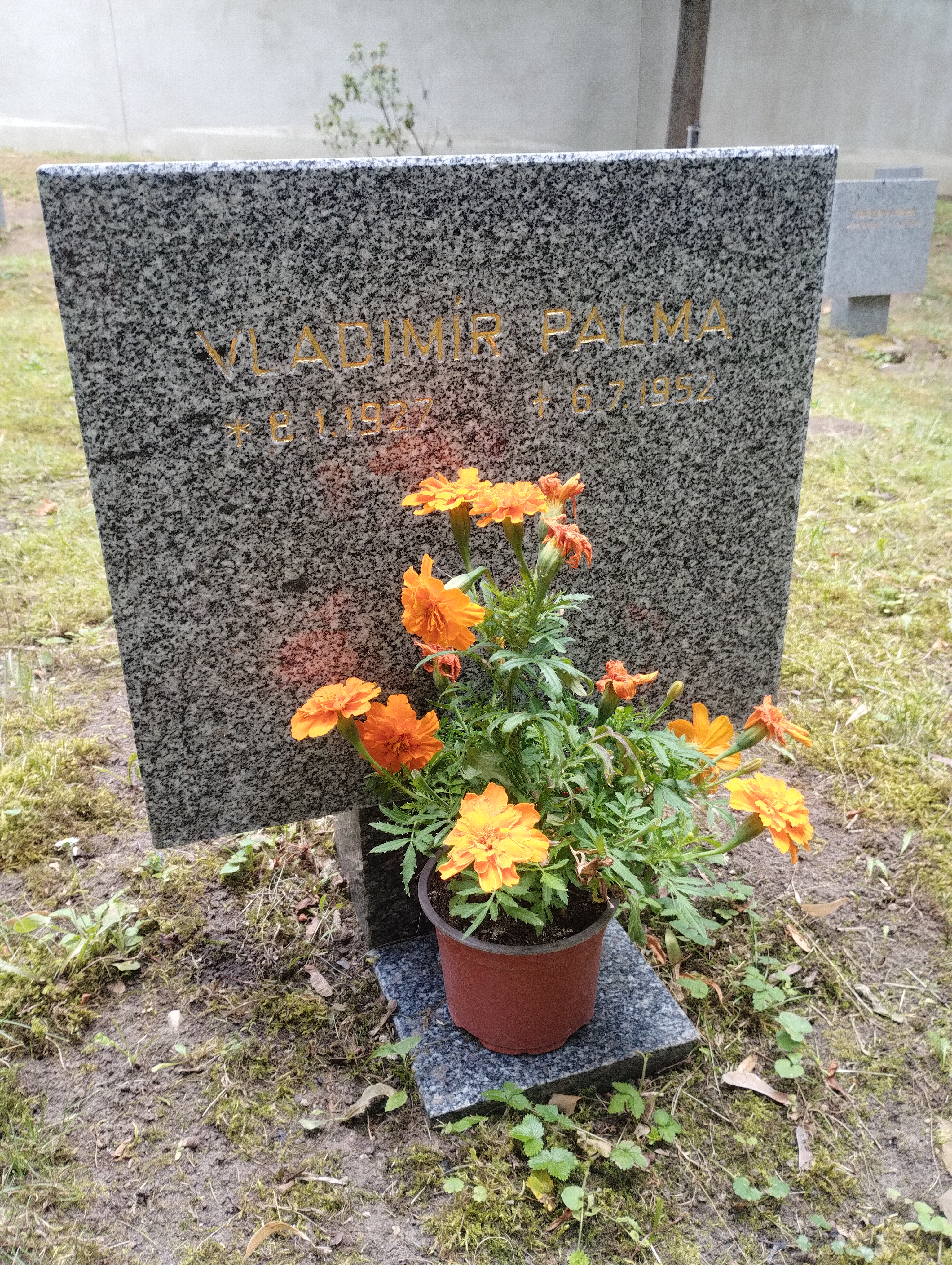
Symbolický náhrobek V. Palmy na Čestném pohřebišti v Ďáblicích

V politickém procesu konaném v Praze byl poté v únoru 1952 za trestné činy velezrady a vyzvědačství odsouzen k trestu smrti. Jím podané odvolání bylo posléze zamítnuto. Popraven byl v červenci 1952. Není známo, kde byl pohřben, s vysokou pravděpodobností se tak stalo na Ďáblickém hřbitově, kde se na čestném pohřebišti nachází symbolický hrob s jeho jménem.